# Eduard Timbretti
Eduard Cristian Timbretti Gugiu (Cuneo, 18 de junio de 2002) es un deportista italiano que compite en saltos de plataforma.
En los Juegos Europeos de Cracovia 2023 consiguió tres medallas, plata en equipo mixto y plataforma 10 m sincro y bronce en plataforma 10 m sincro mixto. Ganó dos medallas en el Campeonato Europeo de Natación de 2022.

## Palmarés internacional
| Juegos Europeos    | Juegos Europeos   | Juegos Europeos   | Juegos Europeos              |
| Año                | Lugar             | Medalla           | Prueba                       |
| ------------------ | ----------------- | ----------------- | ---------------------------- |
| 2023               | Rzeszów (Polonia) | Medalla de plata  | Plataforma 10 m sincro       |
| 2023               | Rzeszów (Polonia) | Medalla de plata  | Equipo mixto                 |
| 2023               | Rzeszów (Polonia) | Medalla de bronce | Plataforma 10 m sincro mixto |
| Campeonato Europeo |                   |                   |                              |
| Año                | Lugar             | Medalla           | Prueba                       |
| 2022               | Roma (Italia)     | Medalla de oro    | Equipo mixto                 |
| 2022               | Roma (Italia)     | Medalla de bronce | Plataforma 10 m sincro mixto |